# Vingt-cinquième district congressionnel du Texas
Le 25e district congressionnel du Texas s'étend d'Arlington et de Fort Worth à certaines de ses banlieues extérieures du sud-ouest, ainsi qu'aux comtés ruraux à l'est d'Abilene. Le Représentant actuel du district est le Républicain Roger Williams.

## Histoire
Le 25e district a été créé à la suite du cycle de redécoupage après le recensement de 1980. Le district était à l'origine ancré dans les parties sud de Houston et du Comté de Harris, y compris le Texas Medical Center, l'Astrodome, Astroworld et les rives sud du Houston Ship Channel, ainsi que l'Université Rice, l'Aéroport Hobby et Ellington Field. District économiquement et racialement diversifié qui favorisait de peu Ronald Reagan en 1980, le 25e englobait un ensemble très diversifié de quartiers de Houston, comprenant à la fois les quartiers de banlieue bourgeois de Westbury et Meyerland, dans le sud-ouest de Houston (ce dernier étant également le centre de communauté juive de Houston) et Park Place et Glenbrook Valley dans le sud-est de Houston, les quartiers majoritairement afro-américains de Sunnyside et South Park dans le sud de Houston et du Comté de Harris, et une grande partie du sud-est du Comté de Harris, y compris les parties nord de la communauté planifiée de Clear Lake City. dans le sud-est de Houston et dans les banlieues ouvrières de Pasadena, Deer Park, La Porte et Seabrook. Une grande partie de cette zone comprenait auparavant la moitié nord du 22e district précédent, représenté par le Républicain conservateur Ron Paul, et était à l'époque largement prospère alors que Houston continuait de bénéficier du boom pétrolier de la décennie précédente qui avait conduit des milliers de personnes à s'installer dans la région de Houston. pendant cette période, ainsi que des secteurs en croissance de l’industrie médicale et spatiale qui ont bénéficié respectivement de l’importance accrue du Med Center et du lancement du programme de la navette spatiale. Lors des élections de 1980, Paul a battu de peu l'ancien Procureur Adjoint du Comté de Harris, Mike Andrews, lors de sa réélection en 1980 pour un deuxième mandat complet, en grande partie sur la base de son fort soutien dans le bastion Républicain alors émergent du Comté de Fort Bend ainsi que dans son Comté de Brazoria.
Alors que le 25e district de Paul a été redessiné en un siège fortement Républicain comprenant les comtés de banlieue émergents susmentionnés, ainsi qu'une section largement républicaine du sud-ouest de Houston et du Comté de Harris le long de l'autoroute du sud-ouest (ce qui est finalement devenu l'Interstate 69), il serait réélu en 1982, le nouveau 25e a absorbé une grande partie de la partie du Comté de Harris, à tendance Démocrate, de l'ancien 22e. Lors de l'élection de 1982, Andrews était le candidat Démocrate pour le nouveau district contre l'avocat Républicain Mike Faubion, remportant 60,4 % des voix dans un district dont les électeurs étaient largement favorables au programme économique du Président Reagan mais étaient par ailleurs favorables au droit à l'avortement et aux dépenses de défense. Malgré les victoires écrasantes des Républicains en 1984 par Reagan et en 1988 par son fils d'adoption et Vice-Président George H. W. Bush, Andrews sera facilement réélu, avec sa réélection en 1984 contre le futur Sénateur d'État et Commissaire aux Terres du Texas, Jerry Patterson (au cours de laquelle Andrews a remporté 64 % des voix) étant le district le plus proche d'être compétitif lors de son itération initiale, et s'est même présenté sans opposition en 1986 et 1990 alors que le district était durement touché par l'impact de la surabondance de pétrole des années 1980 qui a profondément affecté l'économie de Houston, y compris la chute des prix réels. la valeur des propriétés, l'augmentation du nombre de crimes et des changements raciaux spectaculaires dans certaines parties du district où les résidents anglo-saxons ont déménagé vers les zones suburbaines au sud de la ville, notamment Sugar Land, Pearland, Missouri City et Friendswood.
Le 25e district a été radicalement modifié lors des élections de 1992 et 1994, de nombreuses circonscriptions à majorité noire et hispanique ayant été transférées dans le 18e district du Démocrate Craig Washington et dans le nouveau 29e district à majorité hispanique qui serait remporté par le Démocrate anglo-démocrate Gene Green, respectivement. Le nouveau district regrouperait une combinaison de communautés majoritairement blanches modérées et ouvrières du sud-ouest et du sud-est de Houston ainsi que du sud et de l'est du Comté de Harris, y compris la majeure partie de Pasadena, Baytown et Channelview ainsi que le Texas Medical Center, ainsi qu'un éperon est. du Comté de Fort Bend, y compris une section sud-ouest majoritairement noire de la ville de Houston. Dans cette nouvelle itération, Andrews ferait face à sa réélection la plus difficile à ce jour en 1992 contre la challenger républicaine Dolly Madison McKenna, qui a recueilli 41,4 % des voix contre 56 % pour Andrews. Après qu'Andrews ait quitté son siège pour se présenter sans succès à l'investiture Démocrate au Sénat américain en 1994 contre la Républicaine Kay Bailey Hutchison, le banquier d'investissement Démocrate Ken Bentsen, neveu de l'ancien Sénateur américain et alors Secrétaire au Trésor Lloyd Bentsen, a remporté le siège dans une course serrée avec 52,3 % des voix contre l'opposant Républicain Gene Fontenot qui a obtenu 45 %.
Après que les 18e et 29e districts aient été invalidés par la Cour Suprême dans l'affaire Bush v. Vera en tant que gerrymander racial inconstitutionnel en 1996, le 25e serait transformé en un district plus compact qui resterait entièrement dans le Comté de Harris, s'étendant des régions de Westchase et Alief du sud-ouest de Houston, à travers les parties sud de Houston et du Comté de Harris, s'étendant jusqu'aux parties orientales du Houston Ship Channel et du Comté de Harris, englobant des banlieues telles que la classe moyenne supérieure Bellaire et West University Place à l'ouest et la classe ouvrière Baytown et Pasadena à l'est. Lors des élections spéciales de 1996 (conduites de la même manière que les primaires de 1996 avaient déjà eu lieu lorsque les circonscriptions avaient été supprimées), Bentsen allait remporter plus de 57 % des voix contre l'adversaire de Mike Andrews en 1992, Dolly Madison McKenna. La compétition de McKenna marquerait le début d'une série de défis républicains compétitifs mais négligés pour le siège sur quatre cycles ; en 1998, Bentsen aurait remporté 58 % contre son challenger Républicain John Sanchez, tandis qu'en 2000, il avait obtenu 60 % contre le Républicain Phil Soudan. Après que Bentsen se soit retiré sans succès pour l'investiture Démocrate au Sénat américain du Républicain sortant Phil Gramm en 2002, l'ancien membre du conseil municipal de Houston, Chris Bell, a battu le Républicain Tom Reiser avec moins de 55 % des voix dans une circonscription qui s'étendait de le quartier aisé de River Oaks à l'ouest du centre-ville de Houston jusqu'à une grande partie du sud-ouest et du sud-est de Houston, ainsi que tout ou partie de bon nombre des mêmes banlieues ouvrières à l'est de Houston qui se trouvaient au cours du 25e, y compris les parties sud de Pasadena et la plupart de Baytown , Highlands et La Porte.

### Cycles de redécoupage du21edistrict
En 2003, après que les Républicains eurent pris le contrôle de la Chambre des Représentants du Texas pour la première fois depuis la Reconstruction, la nouvelle majorité républicaine (avec l'aide extérieure du leader de la majorité parlementaire américaine de l'époque, Tom DeLay, du 22e district voisin, où il avait succédé à Ron Paul 1984) a radicalement modifié la carte congressionnelle de l'État. Le 25e district de Chris Bell a été démantelé, la résidence de Bell au sud-ouest de Houston a été transférée dans le 7e district voisin du Républicain John Culberson pour deux mandats et une grande partie du 25e a été redessinée dans le nouveau 9e district, qui avait été détaché de son emplacement historique à Galveston et avait s'étendait à l'est jusqu'à Beaumont à l'époque. Alors que Bell cherchait finalement à être réélu l'année suivante dans le nouveau 9e, où il perdit face à son compatriote Démocrate Al Green à la Primaire Démocrate, le nouveau 25e s'étendait désormais de McAllen, dans la Vallée du Rio Grande, à la frontière entre les États-Unis et le Mexique, jusqu'à une partie sud-est fortement Démocrate d'Austin et a été officieusement désignée par les experts politiques et la presse texane comme « la bande des fajita ». Le nouveau district serait remporté par le Démocrate sortant Lloyd Doggett, qui représentait auparavant le 10e district voisin depuis son élection en 1994. En juin 2006, la Cour suprême des États-Unis a statué que le 23e district voisin, représenté par le Républicain Henry Bonilla, avait violé le Voting Rights Act de 1965, depuis le redécoupage de 2003 a remplacé la ville latino-centrée de Laredo par des communautés plus anglo-centrées dans le nord-ouest de San Antonio et l'ouest du Texas Hill Country, faisant des Hispaniques une minorité dans ce district, et que le 25e district n'était pas suffisant. remplacement d'un district centré sur les Hispaniques, car il n'était pas assez compact et les 2 communautés hispaniques (McAllen et Austin) étaient distantes de plus de 300 miles. Cette décision a conduit au redessinage des deux sièges, ainsi que des 28e, 15e et 21e districts congressionnels. Le redessinage de 2006 a permis au 25e district de s'étendre désormais de la majeure partie du centre et du sud-est d'Austin à plusieurs comtés ruraux fortement républicains au sud-est d'Austin (voir ci-dessous) ; Doggett a néanmoins été réélu en 2006 et 2008 sans difficulté. Cependant, en 2010, Doggett a fait face à sa réélection la plus difficile, remportant 53 % des voix contre la médecin républicaine et future Sénatrice d'État Donna Campbell.
En juillet 2011, le Gouverneur du Texas, Rick Perry, a promulgué un plan de redécoupage (« C185 »), approuvé par la Législature du Texas en juin, qui a donné au 25e district une géographie complètement différente pour les élections de 2012, incluant une partie du Comté de Travis, et s'étendant aussi loin au nord que le Comté de Johnson, au sud de Fort Worth. Le redécoupage a divisé le Comté de Travis en cinq districts, dont quatre étaient fortement républicains. En conséquence, le seul endroit réaliste où Lloyd Doggett pouvait se présenter était le nouveau 35e district (qui, en termes de poids de la population, est plus un district de San Antonio qu'un district d'Austin) ; Doggett a néanmoins été réélu à la 35e. L'ancien Secrétaire d'État du Texas et concessionnaire automobile Roger Williams, qui avait déjà été candidat au Sénat américain dès 2010 alors que Kay Bailey Hutchison était encore en poste (elle prendrait sa retraite l'année suivante et serait remplacée en 2012 par Ted Cruz) , a finalement remporté une primaire républicaine bondée et a continué à gagner des marges confortables ou mieux dans un district où les démocrates n'étaient compétitifs que dans la partie ouest du Comté de Travis (qui comprend certaines des zones les plus républicaines du comté, y compris une grande partie de la région). la zone entourant le Lac Travis ; Mitt Romney a remporté 60 % des voix dans la nouvelle circonscription en 2012. Sa réélection la plus proche a eu lieu lors des élections de 2018, où Williams a remporté 53,5 % des voix contre la challenger démocrate Julie Oliver et gagnerait moins de 56 % contre Oliver lors d'un match revanche, la circonscription ayant donné 55 % des voix à Donald Trump. en 2016 et 2020, Trump a perdu la partie du Comté de Travis avec de larges marges. Pendant plusieurs années, il y a eu un procès consolidé contre le redécoupage ;, en mars 2017, un panel de juges fédéraux a statué que le nouveau 35e district et deux autres avaient été illégalement dessinés avec une intention discriminatoire. Cependant, le district a été autorisé à se présenter dans l'arrêt Abbott v. Perez de la Cour suprême de 2018.
Pour les élections de 2022, le 25e a été redessiné dans un district ancré dans le coin sud-ouest du complexe métropolitain de Dallas-Fort Worth, comprenant une partie sud du Comté de Tarrant englobant la majeure partie d'Arlington, y compris le stade AT&T, le Globe Life Field et Six Flags Over Texas, comme ainsi que la plupart ou la totalité de plusieurs comtés ruraux entre le Metroplex et Abilene. Donald Trump a remporté moins de 65 % des voix dans cette nouvelle circonscription, seule la partie du Comté de Tarrant étant considérée comme compétitive. Roger Williams a été réélu sans opposition dans le nouveau 25e district, qui comprend Weatherford où il possède un concessionnaire automobile.

## Historique de vote
| Année | Poste                         | Résultats                |
| ----- | ----------------------------- | ------------------------ |
| 2012  | Président                     | Romney 60,0 % - 38,0 %   |
| 2012  | Sénat                         | Cruz 58,0 % - 38,0 %     |
| 2012  | Commissaire au Chemins de fer | Craddick 58,0 % - 38,0 % |
| 2016  | Président                     | Trump 55,0 % - 40,0 %    |
| 2018  | Sénat                         | Cruz 52,0 % - 47,0 %     |
| 2018  | Gouverneur                    | Abbott 57,0 % - 41,0 %   |
| 2020  | Président                     | Trump 55,0 % - 44,0 %    |

## Liste des Représentants du district
| Membre                             | Parti       | Années                          | Congrès     | Histoire électorale | Zone géographique |
| ---------------------------------- | ----------- | ------------------------------- | ----------- | --- | --- |
| District établit le 3 janvier 1983 |             |                                 |             | | |
| Michael A. Andrews (en)            | Démocrate   | 3 janvier 1983 - 3 janvier 1995 | 98e - 103e  | Élu en 1982. Réélu en 1984. Réélu en 1986. Réélu en 1988. Réélu en 2000. Retrait pour se présenter comme Sénateur des États-Unis.   | 1983–1985 |
| Michael A. Andrews (en)            | Démocrate   | 3 janvier 1983 - 3 janvier 1995 | 98e - 103e  | Élu en 1982. Réélu en 1984. Réélu en 1986. Réélu en 1988. Réélu en 2000. Retrait pour se présenter comme Sénateur des États-Unis.   | 1985–1993 |
| Michael A. Andrews (en)            | Démocrate   | 3 janvier 1983 - 3 janvier 1995 | 98e - 103e  | Élu en 1982. Réélu en 1984. Réélu en 1986. Réélu en 1988. Réélu en 2000. Retrait pour se présenter comme Sénateur des États-Unis.   | 1993–1997 Parties de Fort Bend et Harris |
| Ken Betsen Jr. (en)                | Démocrate   | 3 janvier 1995 - 3 janvier 2003 | 104e - 107e | Élu en 1994. Réélu en 1996. Réélu en 1998. Réélu en 2000. Retrait pour se présenter comme Sénateur des États-Unis.                  | |
| Ken Betsen Jr. (en)                | Démocrate   | 3 janvier 1995 - 3 janvier 2003 | 104e - 107e | Élu en 1994. Réélu en 1996. Réélu en 1998. Réélu en 2000. Retrait pour se présenter comme Sénateur des États-Unis.                  | 1997–2003 Parties de Harris |
| Chris Bell (en)                    | Démocrate   | 3 janvier 2003 - 3 janvier 2005 | 108e        | Élu en 2002. Redécoupage vers le 9e district et perd sa renomination.                                                               | 2003–2005 Parties de Fort Bend et Harris |
| Lloyd Doggett                      | Démocrate   | 3 janvier 2005 - 3 janvier 2013 | 109e - 112e | Redécoupage depuis le 10e district et réélu en 2004. Réélu en 2006. Réélu en 2008. Réélu en 2010. Redécoupage vers le 35e district. | 2005–2007 Caldwell, Duval, Gonzales, Jim Hogg, Karnes, Live Oak et Starr ; parties d'Hidalgo et Travis                                                                           |
| Lloyd Doggett                      | Démocrate   | 3 janvier 2005 - 3 janvier 2013 | 109e - 112e | Redécoupage depuis le 10e district et réélu en 2004. Réélu en 2006. Réélu en 2008. Réélu en 2010. Redécoupage vers le 35e district. | 2007–2013 Caldwell, Colorado, Fayette, Gonzales, Hays et Lavaca ; parties de Bastrop et Travis                                                                                   |
| Roger Williams                     | Républicain | 3 janvier 2013 - Présent        | 113e - 119e | Élu en 2012. Réélu en 2014. Réélu en 2016. Réélu en 2018. Réélu en 2020. Réélu en 2022. Réélu en 2024.                              | 2013–2023 Bosque, Burnet, Coryell, Hamilton, Hill, Johnson, Lampasas et Somervell ; parties de Bell, Erath, Hays, Tarrant et Travis                                              |
| Roger Williams                     | Républicain | 3 janvier 2013 - Présent        | 113e - 119e | Élu en 2012. Réélu en 2014. Réélu en 2016. Réélu en 2018. Réélu en 2020. Réélu en 2022. Réélu en 2024.                              | 2023–Présent Callahan (en partie), Comanche, Eastland, Erath, Hood, Jack, Johnson (en partie), Palo Pinto, Parker (en partie), Somervell, Stephens, Tarrant (en partie) et Young |

## Résultats des récentes élections
Voici les résultats des dix précédents cycles électoraux dans le district.

### 2004
| Élection de 2004 du 25e district congressionnel du Texas | Élection de 2004 du 25e district congressionnel du Texas | Élection de 2004 du 25e district congressionnel du Texas | Élection de 2004 du 25e district congressionnel du Texas | Élection de 2004 du 25e district congressionnel du Texas |
| -------------------------------------------------------- | -------------------------------------------------------- | -------------------------------------------------------- | -------------------------------------------------------- | -------------------------------------------------------- |
| Parti                                                    | Parti                                                    | Candidat                                                 | Votes                                                    | %                                                        |
|                                                          | Démocrate                                                | Lloyd Doggett (sortant)                                  | 108 309                                                  | 67,6                                                     |
|                                                          | Républicain                                              | Rebecca Armendariz Klein                                 | 49 252                                                   | 30,7                                                     |
|                                                          | Libertarien                                              | James Werner                                             | 2656                                                     | 1,7                                                      |
| Total des votes                                          | Total des votes                                          | Total des votes                                          | 160 217                                                  | 100 %                                                    |
|                                                          | Les Démocrates conservent                                |                                                          |                                                          |                                                          |

### 2006
| Élection de 2006 du 25e district congressionnel du Texas | Élection de 2006 du 25e district congressionnel du Texas | Élection de 2006 du 25e district congressionnel du Texas | Élection de 2006 du 25e district congressionnel du Texas | Élection de 2006 du 25e district congressionnel du Texas |
| -------------------------------------------------------- | -------------------------------------------------------- | -------------------------------------------------------- | -------------------------------------------------------- | -------------------------------------------------------- |
| Parti                                                    | Parti                                                    | Candidat                                                 | Votes                                                    | %                                                        |
|                                                          | Démocrate                                                | Lloyd Doggett (sortant)                                  | 109 911                                                  | 67,3                                                     |
|                                                          | Républicain                                              | Grant Rostig                                             | 42 975                                                   | 26,3                                                     |
|                                                          | Libertarien                                              | Barbara Cunnigham                                        | 6942                                                     | 4,2                                                      |
|                                                          | Indépendant                                              | Brian Parrett                                            | 3596                                                     | 2,2                                                      |
| Total des votes                                          | Total des votes                                          | Total des votes                                          | 163 424                                                  | 100 %                                                    |
|                                                          | Les Démocrates conservent                                |                                                          |                                                          |                                                          |

### 2008
| Élection de 2008 du 25e district congressionnel du Texas | Élection de 2008 du 25e district congressionnel du Texas | Élection de 2008 du 25e district congressionnel du Texas | Élection de 2008 du 25e district congressionnel du Texas | Élection de 2008 du 25e district congressionnel du Texas |
| -------------------------------------------------------- | -------------------------------------------------------- | -------------------------------------------------------- | -------------------------------------------------------- | -------------------------------------------------------- |
| Parti                                                    | Parti                                                    | Candidat                                                 | Votes                                                    | %                                                        |
|                                                          | Démocrate                                                | Lloyd Doggett (sortant)                                  | 191 755                                                  | 65,8                                                     |
|                                                          | Républicain                                              | George Morovich                                          | 88 693                                                   | 30,4                                                     |
|                                                          | Libertarien                                              | Jim Stutsman                                             | 10 848                                                   | 3,7                                                      |
| Total des votes                                          | Total des votes                                          | Total des votes                                          | 291 296                                                  | 100 %                                                    |
|                                                          | Les Démocrates conservent                                |                                                          |                                                          |                                                          |

### 2010
| Élection de 2010 du 25e district congressionnel du Texas | Élection de 2010 du 25e district congressionnel du Texas | Élection de 2010 du 25e district congressionnel du Texas | Élection de 2010 du 25e district congressionnel du Texas | Élection de 2010 du 25e district congressionnel du Texas |
| -------------------------------------------------------- | -------------------------------------------------------- | -------------------------------------------------------- | -------------------------------------------------------- | -------------------------------------------------------- |
| Parti                                                    | Parti                                                    | Candidat                                                 | Votes                                                    | %                                                        |
|                                                          | Démocrate                                                | Lloyd Doggett (sortant)                                  | 99 967                                                   | 52,8                                                     |
|                                                          | Républicain                                              | Donna Campbell                                           | 84 849                                                   | 44,8                                                     |
|                                                          | Libertarien                                              | Jim Stutsman                                             | 4431                                                     | 2,3                                                      |
| Total des votes                                          | Total des votes                                          | Total des votes                                          | 189 247                                                  | 100 %                                                    |
|                                                          | Les Démocrates conservent                                |                                                          |                                                          |                                                          |

### 2012
| Élection de 2012 du 25e district congressionnel du Texas | Élection de 2012 du 25e district congressionnel du Texas | Élection de 2012 du 25e district congressionnel du Texas | Élection de 2012 du 25e district congressionnel du Texas | Élection de 2012 du 25e district congressionnel du Texas |
| -------------------------------------------------------- | -------------------------------------------------------- | -------------------------------------------------------- | -------------------------------------------------------- | -------------------------------------------------------- |
| Parti                                                    | Parti                                                    | Candidat                                                 | Votes                                                    | %                                                        |
|                                                          | Républicain                                              | Roger Williams                                           | 154 245                                                  | 58,4                                                     |
|                                                          | Démocrate                                                | Elaine M. Henderson                                      | 98 827                                                   | 37,4                                                     |
|                                                          | Libertarien                                              | Betsy Dewey                                              | 10 860                                                   | 4,1                                                      |
| Total des votes                                          | Total des votes                                          | Total des votes                                          | 263 932                                                  | 100 %                                                    |
|                                                          | Les Républicains prennent aux Démocrates                 |                                                          |                                                          |                                                          |

### 2014
| Élection de 2012 du 25e district congressionnel du Texas | Élection de 2012 du 25e district congressionnel du Texas | Élection de 2012 du 25e district congressionnel du Texas | Élection de 2012 du 25e district congressionnel du Texas | Élection de 2012 du 25e district congressionnel du Texas |
| -------------------------------------------------------- | -------------------------------------------------------- | -------------------------------------------------------- | -------------------------------------------------------- | -------------------------------------------------------- |
| Parti                                                    | Parti                                                    | Candidat                                                 | Votes                                                    | %                                                        |
|                                                          | Républicain                                              | Roger Williams (sortant)                                 | 107 120                                                  | 60,2                                                     |
|                                                          | Démocrate                                                | Marco Montoya                                            | 64 463                                                   | 36,2                                                     |
|                                                          | Libertarien                                              | John Betz Jr.                                            | 6300                                                     | 3,5                                                      |
| Total des votes                                          | Total des votes                                          | Total des votes                                          | 177 883                                                  | 100 %                                                    |
|                                                          | Les Républicains conservent                              |                                                          |                                                          |                                                          |

### 2016
| Élection de 2016 du 25e district congressionnel du Texas | Élection de 2016 du 25e district congressionnel du Texas | Élection de 2016 du 25e district congressionnel du Texas | Élection de 2016 du 25e district congressionnel du Texas | Élection de 2016 du 25e district congressionnel du Texas |
| -------------------------------------------------------- | -------------------------------------------------------- | -------------------------------------------------------- | -------------------------------------------------------- | -------------------------------------------------------- |
| Parti                                                    | Parti                                                    | Candidat                                                 | Votes                                                    | %                                                        |
|                                                          | Républicain                                              | Roger Williams (sortant)                                 | 180 988                                                  | 58,3                                                     |
|                                                          | Démocrate                                                | Kathi Thomas                                             | 117 073                                                  | 37,7                                                     |
|                                                          | Libertarien                                              | Loren Schneiderman                                       | 12 135                                                   | 3,9                                                      |
| Total des votes                                          | Total des votes                                          | Total des votes                                          | 310 196                                                  | 100 %                                                    |
|                                                          | Les Républicains conservent                              |                                                          |                                                          |                                                          |

### 2018
| Élection de 2018 du 25e district congressionnel du Texas | Élection de 2018 du 25e district congressionnel du Texas | Élection de 2018 du 25e district congressionnel du Texas | Élection de 2018 du 25e district congressionnel du Texas | Élection de 2018 du 25e district congressionnel du Texas |
| -------------------------------------------------------- | -------------------------------------------------------- | -------------------------------------------------------- | -------------------------------------------------------- | -------------------------------------------------------- |
| Parti                                                    | Parti                                                    | Candidat                                                 | Votes                                                    | %                                                        |
|                                                          | Républicain                                              | Roger Williams (sortant)                                 | 163 023                                                  | 53,5                                                     |
|                                                          | Démocrate                                                | Julie Oliver                                             | 136 385                                                  | 44,8                                                     |
|                                                          | Libertarien                                              | Desarae Lindsey                                          | 5145                                                     | 1,7                                                      |
| Total des votes                                          | Total des votes                                          | Total des votes                                          | 304 553                                                  | 100 %                                                    |
|                                                          | Les Républicains conservent                              |                                                          |                                                          |                                                          |

### 2020
| Élection de 2020 du 25e district congressionnel du Texas | Élection de 2020 du 25e district congressionnel du Texas | Élection de 2020 du 25e district congressionnel du Texas | Élection de 2020 du 25e district congressionnel du Texas | Élection de 2020 du 25e district congressionnel du Texas |
| -------------------------------------------------------- | -------------------------------------------------------- | -------------------------------------------------------- | -------------------------------------------------------- | -------------------------------------------------------- |
| Parti                                                    | Parti                                                    | Candidat                                                 | Votes                                                    | %                                                        |
|                                                          | Républicain                                              | Roger Williams (sortant)                                 | 220 088                                                  | 55,9                                                     |
|                                                          | Démocrate                                                | Julie Oliver                                             | 165 697                                                  | 42,1                                                     |
|                                                          | Libertarien                                              | Bill Kelsey                                              | 7738                                                     | 2,0                                                      |
| Total des votes                                          | Total des votes                                          | Total des votes                                          | 393 523                                                  | 100 %                                                    |
|                                                          | Les Républicains conservent                              |                                                          |                                                          |                                                          |

### 2022
| Primaire Républicaine de 2022 du 25e district congressionnel du Texas | Primaire Républicaine de 2022 du 25e district congressionnel du Texas | Primaire Républicaine de 2022 du 25e district congressionnel du Texas | Primaire Républicaine de 2022 du 25e district congressionnel du Texas | Primaire Républicaine de 2022 du 25e district congressionnel du Texas |
| --------------------------------------------------------------------- | --------------------------------------------------------------------- | --------------------------------------------------------------------- | --------------------------------------------------------------------- | --------------------------------------------------------------------- |
| Parti                                                                 | Parti                                                                 | Candidat                                                              | Votes                                                                 | %                                                                     |
|                                                                       | Républicain                                                           | Roger Williams (sortant)                                              | 185 270                                                               | 100%                                                                  |

| Élection de 2022 du 25e district congressionnel du Texas | Élection de 2022 du 25e district congressionnel du Texas | Élection de 2022 du 25e district congressionnel du Texas | Élection de 2022 du 25e district congressionnel du Texas | Élection de 2022 du 25e district congressionnel du Texas |
| -------------------------------------------------------- | -------------------------------------------------------- | -------------------------------------------------------- | -------------------------------------------------------- | -------------------------------------------------------- |
| Parti                                                    | Parti                                                    | Candidat                                                 | Votes                                                    | %                                                        |
|                                                          | Républicain                                              | Roger Williams (sortant)                                 | 185 270                                                  | 100%                                                     |
|                                                          | Les Républicains conservent                              |                                                          |                                                          |                                                          |

### 2024
| Primaire Républicaine de 2024 du 25e district congressionnel du Texas | Primaire Républicaine de 2024 du 25e district congressionnel du Texas | Primaire Républicaine de 2024 du 25e district congressionnel du Texas | Primaire Républicaine de 2024 du 25e district congressionnel du Texas | Primaire Républicaine de 2024 du 25e district congressionnel du Texas |
| --------------------------------------------------------------------- | --------------------------------------------------------------------- | --------------------------------------------------------------------- | --------------------------------------------------------------------- | --------------------------------------------------------------------- |
| Parti                                                                 | Parti                                                                 | Candidat                                                              | Votes                                                                 | %                                                                     |
|                                                                       | Républicain                                                           | Roger Williams (sortant)                                              | 66 345                                                                | 78,0                                                                  |
|                                                                       | Républicain                                                           | Matthew Lucci                                                         | 11 929                                                                | 14,0                                                                  |
|                                                                       | Républicain                                                           | Vince Crabb                                                           | 6738                                                                  | 7,9                                                                   |

| Élection de 2024 du 25e district congressionnel du Texas | Élection de 2024 du 25e district congressionnel du Texas | Élection de 2024 du 25e district congressionnel du Texas | Élection de 2024 du 25e district congressionnel du Texas | Élection de 2024 du 25e district congressionnel du Texas |
| -------------------------------------------------------- | -------------------------------------------------------- | -------------------------------------------------------- | -------------------------------------------------------- | -------------------------------------------------------- |
| Parti                                                    | Parti                                                    | Candidat                                                 | Votes                                                    | %                                                        |
|                                                          | Républicain                                              | Roger Williams (sortant)                                 | 263 042                                                  | 99,4                                                     |
|                                                          | Indépendant                                              | Chaf Hadd (write-in)                                     | 1 661                                                    | 0,6                                                      |
| Total des votes                                          | Total des votes                                          | Total des votes                                          | 264 703                                                  | 100 %                                                    |
|                                                          | Les Républicains conservent                              |                                                          |                                                          |                                                          |